# 2010 год в авиации
Список событий в авиации в 2010 году.

## События
- 13 января — упразднена авиакомпания Blue Wings.
- 29 января — первый полёт российского истребителя пятого поколения ПАК ФА.
- 4 февраля — первый полёт МиГ-29UPG для ВВС Индии состоялся в Жуковском.[1]
- 19 февраля — на аэродроме 4 ЦБП и ПЛС ВВС приземлился первый из заказанных для ВВС России Як-130. Этот день можно считать днём начала замены авиапарка УТС с L-39 на Як-130[2].
- 19 февраля — состоялась официальная церемония принятия на вооружение МиГ-29К/КУБ ВВС Индии[3]
- 4 августа — прекратила существование канадская региональная авиакомпания Aeropro.
- 3 ноября — в соответствии с контрактом с Индией в ЛИИ состоялся первый полёт летающей лаборатории Ил-76ЛЛ которая проводит испытания индийского ТРДДФ «Кавери»[4].
- 4 ноября — упразднена авиакомпания Eurocypria Airlines.
- 3 декабря — первый полёт лёгкого многоцелевого двухмоторного турбовинтового самолёта Рысачок, спроектированного ООО Научно-коммерческая фирма «Техноавиа»[5].

### Рекорды, перелёты
- 30 июля — три российских стратегических бомбардировщика Ту-95 установили мировой рекорд беспосадочного полёта для самолётов такого класса. Бомбардировщики пролетели около 30 тысяч километров, над тремя океанами, четырежды дозаправившись в воздухе[6].

### Авиакатастрофы
В этом году произошло 28 авиакатастроф, в которых погибло 828 человек. Некоторые из них:
- 25 января — Boeing 737, Рейс авиакомпании Ethiopian Airlines. Разбился через несколько минут после взлёта из аэропорта Бейрута. Самолёт, следовавший рейсом 409, упал в Средиземное море в 3,5 километрах к западу от прибрежной деревни Наамех. На борту находилось 8 членов экипажа и 82 пассажира, 54 из которых являлись гражданами Ливана. Так же в этой катастрофе погибла супруга французского посла Марла Санчес Пьеттон.

Основная статья: Катастрофа Боинга-737 у Бейрута 25 января 2010 года
- 12 мая — Пассажирский самолёт Airbus А330 ливийской авиакомпании Afriqiyah Airways разбился при заходе на посадку в аэропорту Триполи. На борту лайнера находилось 104 человека, в том числе 93 пассажира и 11 членов экипажа[8].

Основная статья: Авиакатастрофа в Триполи 12 мая 2010 года
- 22 мая — Самолёт «Боинг 737—800» компании Air India, летевший из Дубая потерпел катастрофу заходя на посадку в аэропорту Мангалора. В результате крушения пассажирского Boeing 737—800, который выполнял рейс из ОАЭ в Мангалор, при приземлении сошёл со взлётно-посадочной полосы и, врезавшись в деревья, загорелся. Из 166 человек на борту выжить удалось лишь восьмерым[9].

Основная статья: Авиакатастрофа в Мангалоре 22 мая 2010 года
- 28 июля — пассажирский самолёт, совершавший рейс Карачи — Исламабад в Пакистане, врезался в горы. На борту было 152 человека[10].

Основная статья: Авиакатастрофа в Исламабаде 28 июля 2010 года
- 3 августа — при заходе на посадку в 700 метрах от взлётно-посадочной полосы в районе аэропорта города Игарка разбился самолёт Ан-24 авиакомпании «КАТЭКАВИА», выполнявший рейс из Красноярска в Игарку. На борту самолёта было 15 человек — 4 члена экипажа и 11 пассажиров. По предварительным данным, в катастрофе погибли 11 человек.

Основная статья: Авиакатастрофа в Игарке 3 августа 2010 года
- 8 августа — в 15.39 по местному времени на аэродроме Боровая под Минском во время открытого Кубка СНГ по вертолётному спорту вертолёт MD-500 в процессе выполнения фигуры пилотажа «Мёртвая петля» врезался в землю и загорелся. Пилот вертолёта 74-летний гражданин ФРГ Гюнтер Циммер погиб.

Основная статья: Авиакатастрофа MD-500 под Минском
- 24 августа — На северо-востоке Китая разбился пассажирский самолёт. Авиакатастрофа произошла в городе Ичунь в провинции Хэйлунцзян около 22:10 по местному времени (18:10 по Москве). Самолёт Embraer E-190 летел в Ичунь из Харбина, административного центра провинции. Самолёт принадлежал компании Henan Airlines; представители авиаперевозчика сообщили, что на борту находились 96 человек. Между тем представители авиационной администрации Хэйлунцзяна сообщили «Синьхуа» о 91 человеке на борту.

Основная статья: Катастрофа E-190 в Ичуне
- 25 августа — Пассажирский самолёт Л-410 разбился на западе Демократической Республики Конго в провинции Бандунду, погибло 19 и выжило 2 человека[11].

Основная статья: Катастрофа Let L-410 в Бандунду
- 7 сентября — Через 3,5 часа после вылета самолёта Ту-154М по маршруту Полярный (г. Удачный, Якутия) — Домодедово (Москва) отказало всё электрооборудование, включая системы навигации. В сложных условиях экипаж принял меры к вынужденной посадке на неприспособленной для самолётов данного типа заброшенной ВПП бывшего аэродрома в 3 км от райцентра Ижма (Республика Коми). На борту было 72 пассажира и 9 членов экипажа. Посадка произведена успешно, никто не пострадал.

Основная статья: Аварийная посадка Ту-154М в Ижме 7 сентября 2010.
- 4 ноября — Самолёт с 68 пассажирами на борту потерпел крушение на Кубе, все находящиеся на борту пассажиры погибли[12].

Основная статья: Катастрофа ATR 72 в Гуасимале.
- 28 ноября — в аэропорту Карачи Пакистан, через две минуты после взлёта, потерпел катастрофу Ил-76. Погибло 8 человек (1 гражданин России и 7 граждан Украины). Самолёт принадлежал грузинской авиакомпании «Sunway Airlines» и перевозил груз гуманитарной помощи в Судан[13].

Основная статья: Авиакатастрофа в Карачи 28 ноября 2010 года
- 4 декабря — в подмосковном аэропорту Домодедово потерпел катастрофу самолёт Ту-154М авиакомпании «Авиалинии Дагестана». Самолёт вылетел из Внуково рейсом на Махачкалу, но вскоре после взлёта отказали два двигателя, электрооборудование и навигационное оборудование, в связи с чем экипаж принял решение совершить вынужденную посадку в ближайшем аэропорту Домодедово. После посадки самолёт выкатился за пределы ВПП и разрушился. На борту находились 163 пассажира и 9 членов экипажа. 83 человека пострадали, двое погибли (брат президента Дагестана и мать судьи конституционного суда РФ)[14].

Основная статья: Аварийная посадка Ту-154 в Москве 4 декабря 2010.

### Без точной даты
- Упразднена авиакомпания Air Slovakia.

## Персоны

### Скончались
- 1 марта — Ильюшин, Владимир Сергеевич, советский, а позднее российский лётчик-испытатель, Герой Советского Союза, заслуженный лётчик-испытатель СССР, заслуженный мастер спорта СССР, сын знаменитого авиаконструктора С. В. Ильюшина. Заместитель главного конструктора ОКБ Сухого.
- 15 июля — Васильченко, Константин Константинович, авиаконструктор, Герой Социалистического Труда (2 февраля 1982), лауреат Ленинской премии (1962), доктор технических наук (1986), профессор.